# DJK Agon 08 Düsseldorf
DJK Agon 08 Düsseldorf is een Duitse omnisportvereniging uit Düsseldorf van de gemeente Noordrijn-Westfalen waarvan de voetbalafdeling en de basketbalafdeling (dames) het bekendst zijn. De afkorting DJK staat voor Deutsche Jugendkraf. De term Agon komt uit de Griekse oudheid en betekent "vechten", "competitie" of "wedstrijd".

## Voetbaltak
De club werd in 1908 als DJK Agon 08 Düsseldorf opgericht. De voetbal afdeling speelt in de Kreisliga A Düsseldorf. De club trok zich gedurende het seizoen 2019/20 terug uit de Kreisliga-B.

## Basketbaltak
De damesbasketbalafdeling van de vrouwen won twaalf keer de Basketball Bundesliga in 1975, 1980, 1981, 1982, 1983, 1984, 1985, 1986, 1987, 1988, 1990 en 1991. Ook werden ze zeven keer Deutscher Pokalsieger in 1980, 1981, 1983, 1984, 1985, 1986 en 1988. Ook haalde Agon twee keer de finale om de FIBA Women's European Champions Cup in 1983 en 1986. In 1983 verloren ze van Zolu Vicenza uit Italië met 67-76. In 1986 verloren ze weer van Primigi Vicenza, nu met 57-71. In 1991 stopte de basketbaltak van de club.

## Overig
Naast de basketbal- en voetbalafdeling heeft de club nog acht andere afdelingen. DJK Agon 08 biedt ook tennis, tafeltennis, gymnastiek, atletiek, handbal, volleybal, badminton en jeu de boules.
Het sportcomplex aan de Sankt-Franziskus-Straße heeft een clubhuis, een ash pit, een kunstgrasveld en een atletiekbaan.